# País de Sault

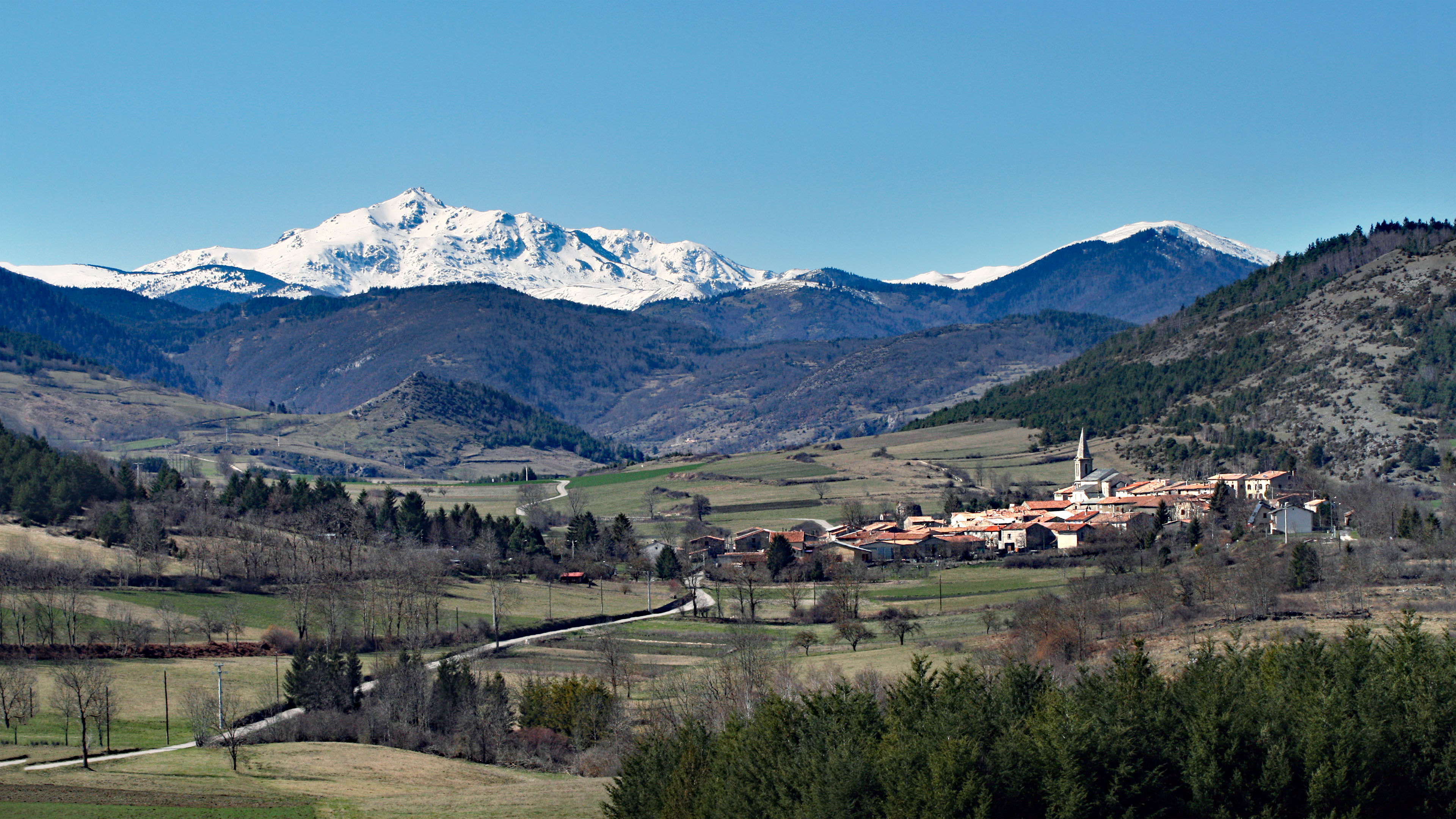
Rodome

El país de Sault (en francés: Pays de Sault) es una pequeña región natural o país tradicional de Francia, situada en el departamento del Aude. 

## Geografía
A nivel geográfico, es una meseta situada entre 990 y 1010 metros de altitud sobre el nivel del mar, en el corazón de los Pirineos. Agrupa algunos pequeños municipios y comunas francesas, siendo Belcaire la cabecera del cantón. 
Hidrológicamente se encuentra atravesada por el río Rébenty ({{lang-oc|Rebenti}). 
El país de Sault está constituido por tres mesetas desiguales: 
- Roquefortez,
- meseta de Rodome y
- meseta de Espezel-Belcaire-Camurac.

En estas mesetas se encuentran diversas fallas y accidentes geomorfológicos, como el Carcanet, la garganta de Saint-Georges o el desfiladero de Pierre-Lys. 
En las zonas con más altitud, en el paisaje dominan por los bosques de abetos y los pastos. 

## Economía
Las principales actividades económicas de la región son la silvicultura (cultivo de bosques) y la ganadería de bovinos.